# Провулок Безименського (Житомир)
Провулок Безименського — провулок у Богунському районі міста Житомира.    

## Розташування
Знаходиться у північно-західній частині міста, на теренах історичних місцевостей Кокоричанка, Каракулі. Бере початок від Каракульної вулиці. Завершується перехрестям з Малим провулком. Перетинається з Червоним провулком.  

## Історія
Провулок формувався протягом першої половини — середини ХХ століття на вільних від забудови землях поміж сформованої на початку ХХ століття забудови Каракульної вулиці та Червоного провулка. Територія, де сформується провулок наприкінці XVIII століття відома як заміський хутір шляхтича Білецького, у першій половині ХІХ століття — Слобода Каракуліна, згодом Слобода Каракулі. Забудова хутора здійснювалася переважно старообрядцями протягом ХІХ століття північніше майбутнього провулка — вздовж Каракульної вулиці.      
До кінця 1960-х років провулок та його садибна забудова сформувалися.    
До 1995 року провулок не мав назви; садиби вздовж провулка адресувалися до сусідніх урбанонімів. У 1995 році отримав назву на честь уродженця Житомира Олександра Безименського.     